# Aldeacentenera
Aldeacentenera település Spanyolországban, Cáceres tartományban. Aldeacentenera Berzocana, Cabañas del Castillo, Madroñera és Torrecillas de la Tiesa községekkel határos. Lakosainak száma 593 fő (2024).

## Népesség
A település népessége az elmúlt években az alábbi módon változott:
| Lakosok száma | 912  | 889  | 820  | 774  | 733  | 630  | 634  | 578  | 568  | 593  |
|               | 2001 | 2004 | 2006 | 2009 | 2011 | 2014 | 2016 | 2019 | 2021 | 2024 |